# Музей Барберини (Потсдам)
„Барберини“ е художествен музей в центъра на Потсдам, столицата на провинция Бранденбург, Германия.
Намира се в класицистко-бароковия палат „Барберини“ в историческия център на Потсдам на площад „Стар пазар“. Сградата е реконструирана от 2013 до 2016 г. Неин архитектурен образец и съименник е Палацо Барберини в Рим. Хасо Платнер е дарителят на средствата за извършването на реконструкцията на сградата и обзавеждането с творби на изкуството.
От 23 януари 2017 г. музеят е отворен за обществеността. Темите на изложбите варират от „старите майстори“ (XIV – XVIII век) до съвременното изкуство, с акцент върху импресионизма. До май 2019 г. е посетен от повече от 1 000 000 посетители.